# 5 يونيو
- السبت
- الأحد
- الاثنين
- الثلاثاء
- الأربعاء
- الخميس
- الجمعة

- 314 ذو الحجة 1446  هـ
- 15 ذو الحجة 1446  هـ
- 26 ذو الحجة 1446  هـ
- 37 ذو الحجة 1446  هـ
- 48 ذو الحجة 1446  هـ
- 59 ذو الحجة 1446  هـ
- 610 ذو الحجة 1446  هـ
- 711 ذو الحجة 1446  هـ
- 812 ذو الحجة 1446  هـ
- 913 ذو الحجة 1446  هـ
- 1014 ذو الحجة 1446  هـ
- 1115 ذو الحجة 1446  هـ
- 1216 ذو الحجة 1446  هـ
- 1317 ذو الحجة 1446  هـ
- 1418 ذو الحجة 1446  هـ
- 1519 ذو الحجة 1446  هـ
- 1620 ذو الحجة 1446  هـ
- 1721 ذو الحجة 1446  هـ
- 1822 ذو الحجة 1446  هـ
- 1923 ذو الحجة 1446  هـ
- 2024 ذو الحجة 1446  هـ
- 2125 ذو الحجة 1446  هـ
- 2226 ذو الحجة 1446  هـ
- 2327 ذو الحجة 1446  هـ
- 2428 ذو الحجة 1446  هـ
- 2529 ذو الحجة 1446  هـ
- 261 محرم 1447  هـ
- 272 محرم 1447  هـ
- 283 محرم 1447  هـ
- 294 محرم 1447  هـ
- 305 محرم 1447  هـ
- 16 محرم 1447  هـ
- 27 محرم 1447  هـ
- 38 محرم 1447  هـ
- 49 محرم 1447  هـ

5 يونيو أو 5 حُزيران أو 5 يونيه أو يوم 5 \ 6 (اليوم الخامس من الشهر السادس) هو اليوم السادس والخمسون بعد المئة (156) من السنوات البسيطة، أو اليوم السابع والخمسون بعد المئة (157) من السنوات الكبيسة وفقًا للتقويم الميلادي الغربي (الغريغوري). يبقى بعده 209 يوما لانتهاء السنة.

## أحداث
- 1249 - سقوط مدينة دمياط في أيدي لويس التاسع ملك فرنسا وقائد القوات الصليبية المشاركة بالحملة الصليبية السابعة.
- 1487 - اكتشف المستكشف البرتغالي بارثولوميو دياز بمساعدة الرحالة العربي ابن ماجد طريق رأس الرجاء الصالح أثناء عودته من الهند؛ ومسيره بمحاذاة الساحل الأفريقي.
- 1752 - بنجامين فرانكلين يثبت أن الصواعق تتكون من الكهرباء وذلك خلال تجربته الشهيرة بإطلاق طائرته الورقية في يوم ممطر.
- 1899 - صدور حكم ببراءة الضابط الفرنسي اليهودي ألفريد دريفوس من تهمه الخيانة العظمى والتجسس لصالح ألمانيا.
- 1916 - بدء الثورة العربية على الدولة العثمانية بقيادة حاكم مكة الشريف حسين بن علي.
- 1926 - تخطيط الحدود بين العراق وتركيا وتقسيم جزء من كردستان بين الدولتين.
- 1928 - السلطات البريطانية تقصف المدن والقرى اليمنية، لتعثر مفاوضات جرت حول تطوير العلاقات الودية والتجارية بين المملكة المتوكلية اليمنية وبريطانيا.
- 1942 - هجوم بريطاني مضاد على قوات ألمانيا النازية بقيادة إرفين رومل أثناء الحرب العالمية الثانية، وكانت نتائج هذا الهجوم كارثية على البريطانيين حيث فقدوا آلافًا من جنودهم ومئات المدرعات على الرغم من تفوقهم الكاسح.
- 1944 - سقوط العاصمة الإيطالية روما بيد الحلفاء وذلك في نهايات الحرب العالمية الثانية.
- 1947 - وزير الخارجية الأمريكي جورج مارشال يعلن عن خطته لإعادة إعمار أوروبا بعد الحرب العالمية الثانية والتي عرفت بمشروع مارشال.
- 1965 - إيران تفرض الأحكام العرفية وتعتقل آية الله الخميني ومن ثم تنفيه وذلك في محاولة من جانب نظام الشاه محمد رضا بهلوي لاحتواء حالة الغضب الشعبي المتصاعد ضده.
- 1967 - إسرائيل تهاجم مصر وسوريا والأردن في ما عرف باسم حرب الأيام الستة.
- 1968 - سرحان سرحان يطلق النار على روبرت كينيدي، وأدى ذلك إلى وفاته في اليوم التالي.
- 1975 - مصر تعيد افتتاح قناة السويس من جديد بعد جلاء الإسرائيليين منها وذلك مع عبور أول سفينة منذ ثماني سنوات، وكان على متن السفينة الرئيس محمد أنور السادات.
- 1977 - ستيف جوبز يطرح أبل-2 في الأسواق.
- 1981 - بداية ظهور مرض فقدان المناعة المكتسبة / الإيدز.
- 1984 - القوات الجوية الملكية السعودية تسقط طائرتين إيرانيتين وتصيب الثالثة بعد محاولتهم لاختراق خط فهد.
- 1991 - تعيين سيد أحمد غزالي رئيسًا للحكومة الجزائرية.
- 2002 - الإصدار 1.0 للمتصفح موزيلا يرى النور.
- 2006 - صربيا تعلن استقلالها عن اتحاد صربيا والجبل الأسود تحت اسم جمهورية صربيا.
- 2010 - إعصار فيت يضرب سواحل سلطنة عمان.
- 2013 - قوات الجيش السوري وقوات حزب الله اللبناني تسيطر على مدينة القصير في ريف محافظة حمص بعد انسحاب مقاتلي المعارضة منها، بعد أشهر من الحصار وأسبوعين من المعارك العنيفة مع مسلحي الجيش السوري الحر وجبهة النصرة.
- 2015 -
  - نادي الهلال السعودي يتوج بطلاً لكأس خادم الحرمين الشريفين بعد غياب دام 26 عام.
  - بعد 236 سنة من رحلتها، وبعد سبعة أسابيع على إبحارها، السفينة الفرنسية المعاد إنشاؤها إرميون تصل الولايات المتحدة، وستتوقف في عدة مدن حتى نهاية رحلتها بالاحتفال بيوم الاستقلال في 4 يوليو/تموز.
- 2017 - السعودية والبحرين ومصر والإمارات واليمن وليبيا وجزر المالديف تعلن رسمياً قطع العلاقات الدبلوماسية مع دولة قطر.
- 2022 -
- إدانة وشجب من دول عربية وإسلامية لتصريحات مسؤولين في حزب بهاراتيا جاناتا استهدفت النبي محمد.

## مواليد
- 1723 - آدم سميث، اقتصادي وفيلسوف اسكتلندي.
- 1760 - يوهان غادولين، عالم كيمياء وفيزياء فنلندي.
- 1819 - جون كوش آدامز، عالم بريطاني في علم الفلك والرياضيات.
- 1859 - سليم رستم باز، قاضي وعالِم حقوقي لبناني.
- 1862 - ألفار غولستراند، طبيب سويدي حاصل على جائزة نوبل في الطب عام 1911.
- 1864 - أحمد محمد حمادي، عالم مسلم ومتصوف وشاعر ليبي.
- 1878 - بانشو فيا، جنرال مكسيكي.
- 1883 - جون مينارد كينز، اقتصادي إنجليزي.
- 1898 - فيديريكو غارسيا لوركا، شاعر إسباني.
- 1900 - دنيس غابور، عالم فيزياء هنغاري حاصل على جائزة نوبل في الفيزياء عام 1971.
- 1930 - أليفة رفعت، أديبة وروائية مصرية.
- 1942 - تيودورو أوبيانغ، رئيس غينيا الاستوائية.
- 1952 - محمد شعيب، لاعب كرة قدم كويتي.
- 1957 - ساهرة، ممثلة كويتية.
- 1958 -
  - أحمد سامبي، رئيس جزر القمر.
  - أفيجدور ليبرمان، سياسي إسرائيلي.
- 1960 - أمل عبد الكريم، ممثلة إماراتية.
- 1977 -
  - نورهان، مغنية لبنانية.
  - قيس الشيخ نجيب، ممثل سوري.
- 1978 -
  - فرناندو ميرا، لاعب كرة قدم برتغالي.
  - سوتي سوكسومكت، لاعب كرة قدم تايلاندي.
- 1979 -
  - فارس الذهبي، كاتب سوري.
  - قمر خلف، ممثلة سورية.

## وفيات
- 1866 - جون مكدوال ستيوارت، مستشكف اسكتلندي.
- 1916 - هربرت كتشنر، قائد الجيش البريطاني.
- 1943 - حكمت علي جنبلاط، سياسي لبناني.
- 1961 - مكرم عبيد، سياسي مصري.
- 1981 - أحمد رامي، شاعر مصري.
- 1984 - أحمد فؤاد محيي الدين، رئيس وزراء مصر.
- 1986 - توجو مزراحي، سينمائي مصري من أصل إيطالي.
- 2002 - رضوان الكاشف، مخرج مصري.
- 2003 - يورغين موليمان، سياسي ألماني.
- 2004 - رونالد ريغان، رئيس الولايات المتحدة الأربعين.
- 2006 - هدى سلطان، فنانة مصرية.
- 2007 - بوفل رامل، فنان سويدي.
- 2011 - الشيخ راشد الحمود الجابر الصباح، أمين سر مجلس الأسرة الحاكمة في الكويت.
- 2012 - راي برادبري، كاتب أمريكي.
- 2015 - طارق عزيز، وزير الخارجية العراقية ونائب رئيس مجلس الوزراء سابقًا.
- 2017 - هيلين دنمور، روائية وشاعرة بريطانية.
- 2019 - محمد نجم، ممثل كوميدي مصري.
- 2022 - عبد الصمد محروس، معجمي مصري.

## أعياد ومناسبات
- اليوم العالمي للبيئة.
- يوم الدستور في الدنمارك.
- عيد التحرير في سيشيل.

## وصلات خارجية
- وكالة الأنباء القطريَّة: حدث في مثل هذا اليوم.
- النيويورك تايمز: حدث في مثل هذا اليوم.
- BBC: حدث في مثل هذا اليوم.